# Papierfabrik Bagel

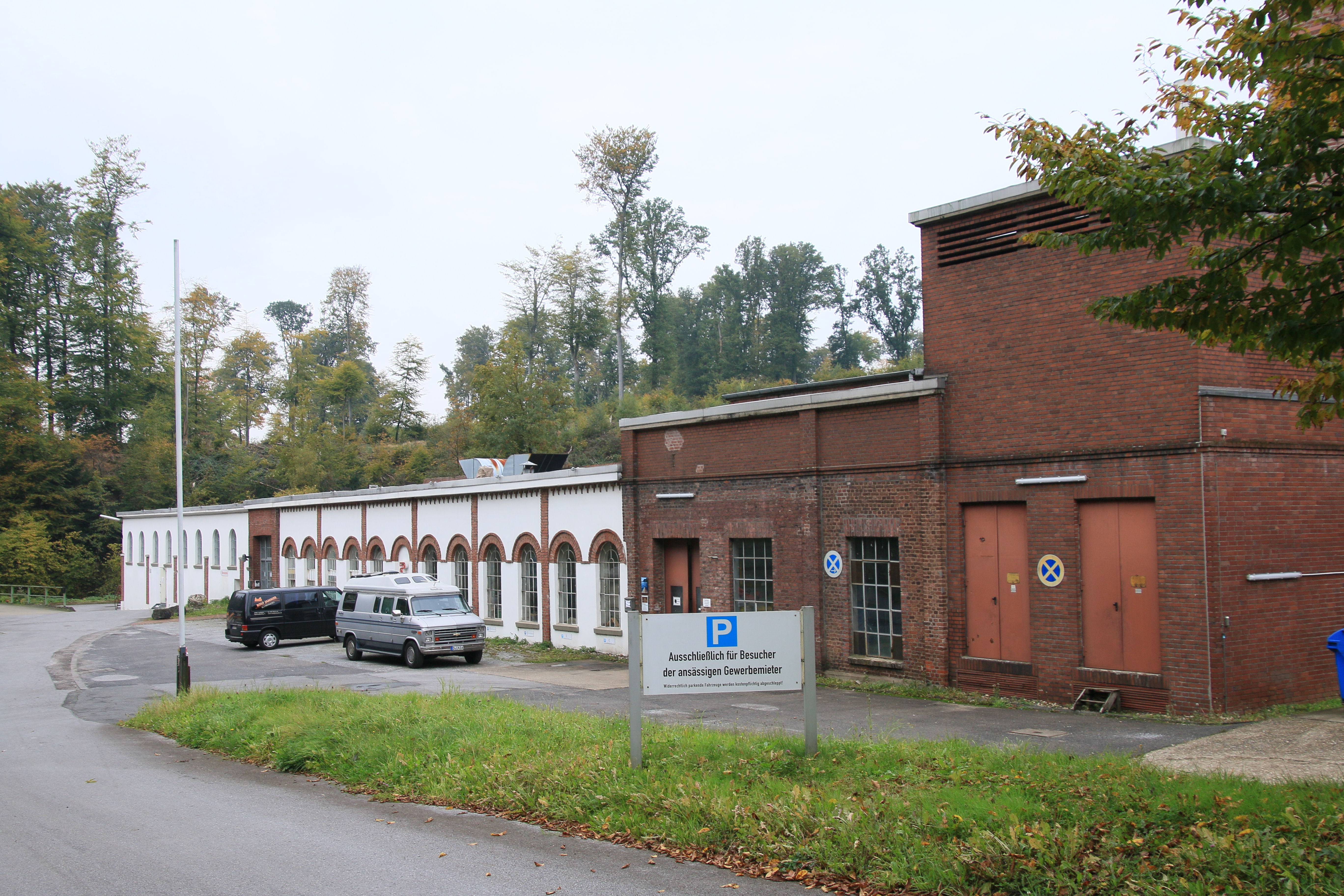
Einige Gebäude der ehemaligen Papierfabrik im Jahre 2015

Die Papierfabrik Bagel (auch Bagelsche Papiermühle) ist eine ehemalige Papierfabrik an der Anger in Ratingen. Die Gebäude der Fabrik sind seit 1. Februar 1988 in der Liste der Baudenkmäler in Ratingen eingetragen (Nr. A 175). 

## Geschichte als Papiermühle
Auf dem heutigen Gelände errichtete zuerst der Elberfelder Papierhändler Johann Bargmann 1789 eine Papiermühle. Die Anger lieferte sowohl die benötigte Wasserkraft als auch weiches Wasser für die Papierherstellung.
Peter August Bagel (1809–1881), welcher ab 1843 die Geschäfte der Verleger- und Druckerfamilie Bagel führte, erwarb 1852 die Papiermühle, modernisierte sie mit Maschinen zur Papierherstellung und einer Dampfmaschine und nahm 1855 den Betrieb auf.
Um 1860 produzierten 45 Arbeiter täglich aus 1800 Pfund Lumpen 1200 Pfund Druck- und Schreibpapier.
1904 erfolgte ein größerer Um- und Ausbau, dem auch der Großteil des heutigen Gebäudebestands entstammt.
1938 fanden hier 100 Menschen Arbeit. In dieser Zeit bestand ein Anschluss an die Angertalbahn.
Die Papierherstellung endete 1980.

## Weitere Nutzung
Die Gebäude wurden danach zum Teil für eine Druckerei weitergenutzt, welche am 2. Januar 2013 vollständig ausbrannte und seither nicht ersetzt wurde.
Ab 2002 wurde das Einlaufbauwerk umgebaut, um einen Rückstau bei Überschwemmungen besser regulieren zu können.
Heute gibt es verschiedene Nutzungen für das Gebäudeensemble, darunter als Räumlichkeiten für den Kunst- und Musikclub Ratingen, für eine Kindertagesstätte und für Künstlerateliers.